# مينايخموس
مينايخموس (باليونانية: Μέναιχμος)‏ (380-320) كان عالم رياضيات وجغرافي وفيلسوف يوناني ولد في ألوبيكونيسوس أو بروكونيسوس في خيرسون التراقية، الذي كان معروفًا بصداقته مع الفيلسوف الشهير أفلاطون واكتشافه الواضح للقطوع المخروطية وحله للمشكلة التي طال أمدها في مضاعفة المكعب باستخدام القطع المكافئ والقطع الزائد.